# Melleruds landsfiskalsdistrikt
Melleruds landsfiskalsdistrikt var 1952–1964 ett landsfiskalsdistrikt i Älvsborgs län, bildat när Sveriges nya indelning i landsfiskalsdistrikt trädde i kraft den 1 januari 1952 (enligt kungörelsen 1 juni 1951). Distriktet skapades genom sammanslagning av de tidigare landsfiskalsdistrikten Nordal och Sundal. Den 1 januari 1965 avskaffades i Sverige samtliga landsfiskaler och landsfiskalsdistrikt, och deras arbetsuppgifter delades upp på de nyskapade indelningarna polisdistrikt, åklagardistrikt och kronofogdedistrikt.
Landsfiskalsdistriktet låg under länsstyrelsen i Älvsborgs län.

## Ingående områden

### Från 1 januari 1952
- Bolstads landskommun
- Brålanda landskommun
- Frändefors landskommun
- Kroppefjälls landskommun
- Melleruds köping
- Skålleruds landskommun